# 玉堂水库
玉堂水库是中国四川省巴中市南江县境内的一座水库，位于渠江小支流黑潭河上，建于1973年。水库正常库容为1006万立方米，集雨面积为43平方千米，海拔为667.86米。